# Гонода
Гонода (авар. Гьонода) — село в Гунибском районе Дагестана. Административный центр и единственный населённый пункт сельского поселения село Гонода. 

## География
Село находится на расстоянии 18 км к северо-западу от села Гуниб, административного центра района.

## Население
| 1888  | 1895  | 1926  | 1939  | 1970  | 1989  | 2002  |
| ----- | ----- | ----- | ----- | ----- | ----- | ----- |
| 603   | ↗637  | ↗639  | ↘554  | ↗876  | ↗882  | ↗1291 |
| 2010  | 2012  | 2013  | 2014  | 2015  | 2016  | 2017  |
| ↗1417 | ↗1455 | ↗1477 | ↗1505 | ↗1540 | ↗1569 | ↗1590 |
| 2018  | 2019  | 2020  | 2021  | 2023  | 2024  | 2025  |
| ↗1596 | ↗1609 | ↗1642 | ↗1733 | ↗1753 | ↗1765 | ↗1774 |

## Известные уроженцы
- Асиялов, Мухаммад-Амин (1818—1901) — наиб имама Шамиля в Черкесии.
- Магомедтагиров, Адильгерей Магомедович (1956—2009) — российский деятель органов внутренних дел, генерал-лейтенант, Герой Российской Федерации.